# Vlčková
Vlčková (en allemand : Wlczkowa, de 1939 à 1945 : Wolfsberg) est une commune du district et de la région de Zlín, en République tchèque. Sa population s'élevait à 416 habitants en 2020.

## Géographie
Vlčková se trouve à 7 km au nord-est de Fryšták, à 13 km à l'est-nord-est de Zlín, à 86 km à l'est-nord-est de Brno et à 255 km au sud-est de Prague.
La commune est limitée par Rusava au nord, par Držková à l'est, par Kašava et Zlín au sud, et par Lukov, Fryšták et Lukoveček à l'ouest.

## Histoire
La première mention écrite du village date de 1373.

## Transports
Par la route, Vlčková se trouve à 10 km de Fryšták, à 15 km de Zlín, à 101 km de Brno et à 307 km de Prague.